# 埃德沃德·迈布里奇
埃德沃德·迈布里奇（英語：Eadweard James Muybridge，/ˌɛdwərd ˈmaɪbrɪdʒ/；1830年4月9日—1904年5月8日）是一位英国摄影师，知名於在攝影運動研究方面的開創性工作和在电影放映机的早期工作。
邁布里奇20歲時移居美國，成為一位賣書商，初時定居於紐約市，之後定居於三藩市。原訂於1860年返回歐洲，他卻因為所乘搭的一輛馬車在德薩斯州撞車而令頭部嚴重受傷。在往後的數年，他在英國休養了幾年，在那裡他從事專業攝影，學習濕板膠棉工藝過程，並獲得至少兩項英國發明專利。他於1867年返回三藩市，1868年在约塞米蒂谷完成了他那輯舉世聞名的大型照片集。
1874年，邁布里奇射殺了據說是他的太太的情人的Harry Larkyns，但被陪審團認為他的行為屬於自衛殺人，所以無罪釋放。之後1875年他在中美洲遊歷了超過一年，去尋找攝影題材。

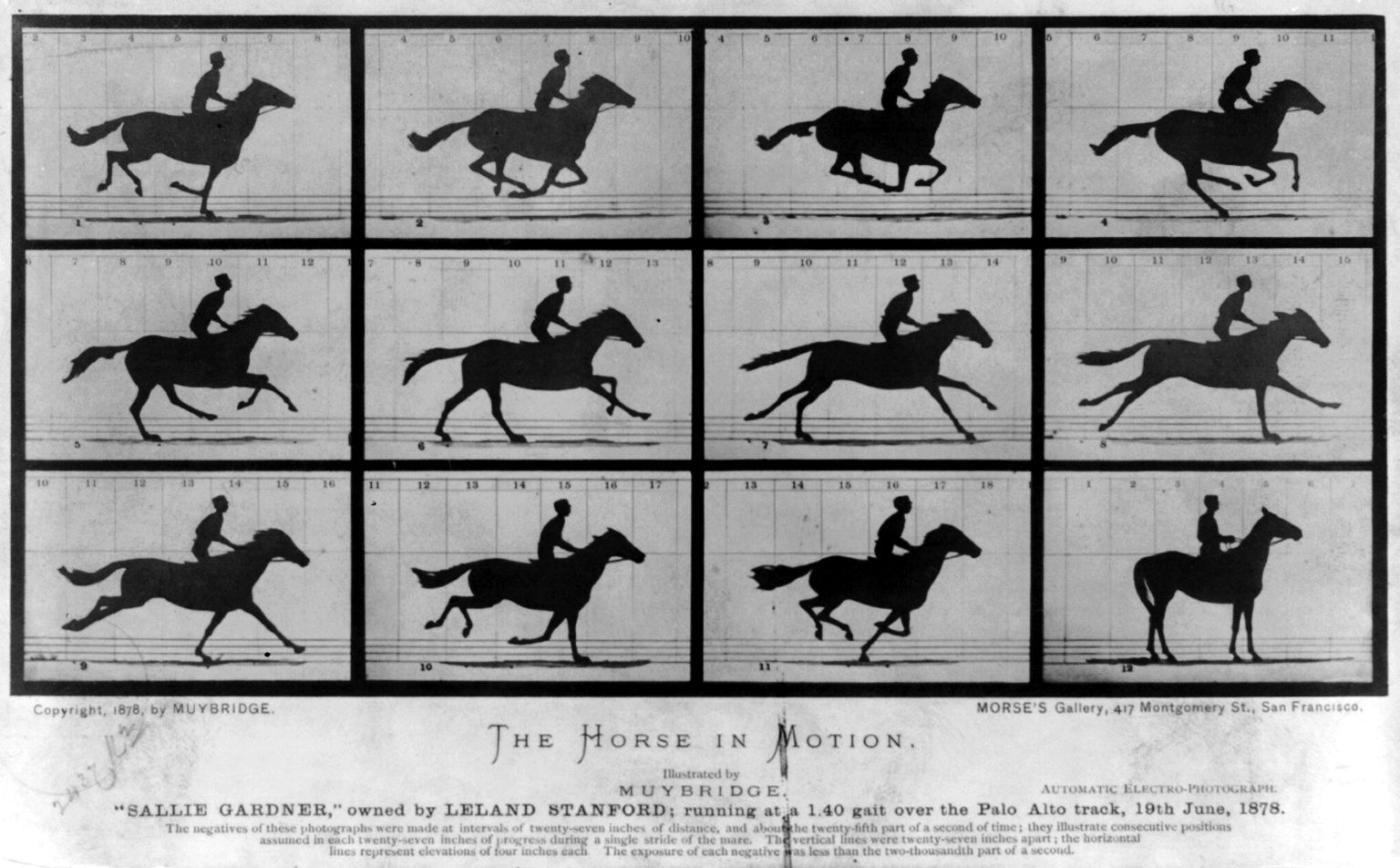
飛馳中的馬

上方照片的序列动画

他因使用多个相机拍摄运动的物体而著名，他发明的“动物实验镜”（Zoopraxiscope）是一种可以播放运动图像的投影机，将连续图像绘制在一块玻璃圆盘的边缘，随着玻璃的旋转，将影像投射出去，这样就使这些影象显得像在运动。
他在美国开创其事业之前学习了摄影，他因拍摄大量运动中的动物和人物的照片而著名，他同时也是一个成功的风景和勘察摄影师，纪录片艺术家，战地记者和发明家。迈布里奇革命性的技术创造了永恒的形象，进而深深影响了几代摄影师，电影制作者和艺术家，其中包括Francis Bacon, Marcel Duchamp, Jasper Johns, Cy Twombly, 和 Douglas Gordon。